# Список газет Андорри
Нижче наведено список газет, які видаються в Андоррі. Усі газети в Андоррі пишуться каталонською мовою.

## Щодня
- Altaveu (Андорра-ла-Велья)
- Бондія
- Diari d'Andorra (Андорра-ла-Велья)
- El Periòdic d'Andorra

## Щотижня
- 7dies

## Зовнішні посилання
- Altaveu
- Бондія
- Diari d'Andorra
- El Periòdic d'Andorra